# 南沙良
南 沙良（みなみ さら、2002年〈平成14年〉6月11日 - ）は、日本の女優、ファッションモデル。
神奈川県生まれ、東京都出身。レプロエンタテインメント所属。第18回ニコラモデルオーディショングランプリ。元『nicola』専属モデル（「ニコモ」）。

## 来歴
2014年、第18回nicolaモデルオーディションでグランプリを受賞。同年10月号より『nicola』（新潮社）専属モデル「ニコモ」となる。
2017年に映画『幼な子われらに生まれ』で女優デビュー。同作の出演で、第42回報知映画賞新人賞、第60回ブルーリボン賞 新人賞にノミネートされるが受賞は逃した。同年、レベッカの17年ぶりの新曲『恋に堕ちたら』のミュージックビデオで主演を務める。
2018年には映画『志乃ちゃんは自分の名前が言えない』で映画初主演。吃音症をかかえる女子高生役を演じ切り、鼻水を垂らしながら号泣する演技を見せた。同映画での演技が評価され、ダブル主演の蒔田彩珠とともに第43回報知映画賞新人賞および第33回高崎映画祭最優秀新人女優賞、南単独で第61回ブルーリボン賞、第28回日本映画批評家大賞新人女優賞（小森和子賞）を受賞。現役ニコモによる映画賞の受賞は『nicola』史上初の快挙であった。9月には江崎グリコ「ポッキー」の新イメージキャラクターに起用され、CMに初出演。
2019年1月4日放送の『ココア』（フジテレビ）で、テレビドラマ初出演にして初主演を果たした。同年3月、『nicola』専属モデルを卒業。同年5月公開の『居眠り磐音』で時代劇に初挑戦。
2021年4月期のTBS日曜劇場『ドラゴン桜』第2シリーズで民放連続ドラマ初出演。
2022年のNHK大河ドラマ『鎌倉殿の13人』に、源頼朝と北条政子の娘である大姫役で出演。
2022年には映画『女子高生に殺されたい』にて女子高生役として出演した。
2024年の大河ドラマ『光る君へ』では主人公・紫式部の娘の藤原賢子役で出演。

## 趣味など
趣味や好きなものは二次元で、『ソウルイーター』などアクションやバトルの多い少年漫画を好んでいる。他にも仏像鑑賞（京都・三十三間堂の迦楼羅王像がタイプ）、読書（太宰治『女生徒』を愛読）、1980年代アイドル（中森明菜など）、プロカメラマンの父から譲り受けたフィルムカメラ、スニーカーを自分好みにアレンジすること、ゴジラやサメ、恐竜といった巨大生物なども挙げている。恐竜好きなことから、2023年開催の特別展「恐竜図鑑－失われた世界の想像／創造」（兵庫県立美術館→上野の森美術館）では初めて音声ガイドを担当した。
好きなアーティストはRUANN。
好きなポケモンはミライドン。
食べ物で苦手なのは野菜（特に長ネギ）。

## 他の俳優、映画監督などとの関係
憧れの女優は新垣結衣。目標にしている女優は二階堂ふみ、満島ひかりを挙げている。
新垣結衣は、所属事務所レプロエンタテインメントのかつての先輩だった。そのため、南本人が「第二のガッキー」と呼ばれることがある。余談ながら誕生日も同じ6月11日である。また、新垣はテレビドラマ『ドラゴン桜』第1シリーズに出演していたが、南も16年後に放送された第2シリーズに出演、同じく新垣がイメージキャラクターをつとめた「ポッキー」のイメージキャラクターに南も就任するなど共通点もある。
映画『幼な子われらに生まれ』が初の芝居オーディションだったが、作品のキーパーソンとなる役柄に約200人の中から抜擢された。監督の三島有紀子は、「ずっと探していた“イマジネーションに溢れた知的で危険な動物”を『見つけた』と思いました」と表現している。
『ドラゴン桜』第2シリーズの岩崎楓役で共演した平手友梨奈とは初日に意気投合し、あだ名で呼び合う仲になった。

## 出演
※ 主演は太字で記載

### 映画
- 幼な子われらに生まれ（2017年8月26日、ファントム・フィルム、三島有紀子監督） - 田中薫 役[3]
- 志乃ちゃんは自分の名前が言えない（2018年7月14日、ビターズ・エンド、湯浅弘章監督） - 大島志乃 役[注 1][6]
- 無限ファンデーション（2018年11月17日〈MOOSIC LAB 2018〉・2019年8月24日、SPOTTED PRODUCTIONS、大崎章監督） - 未来 役[29]
- 21世紀の女の子「愛はどこにも消えない」（2019年2月8日、ABCライツビジネス、松本花奈監督）
- 居眠り磐音（2019年5月17日、松竹、本木克英監督） - 坂崎伊代 役[13][30]
- もみの家（2020年3月20日、ビターズ・エンド、坂本欣弘監督） - 本田彩花 役[31]
- 太陽は動かない（2021年3月5日、ワーナー・ブラザース映画、羽住英一郎監督） - 菊池詩織 役[32]
- ゾッキ（2021年4月9日、イオンエンターテイメント、竹中直人監督・山田孝之監督・齊藤工監督） - 松原京子 役[33][34]
- 彼女（2021年4月15日、Netflix、廣木隆一監督） - 永澤レイ（高校時代） 役[35]
- 女子高生に殺されたい（2022年4月1日、日活、城定秀夫監督） - ヒロイン・佐々木真帆 役[36][37]
- MIRRORLIAR FILMS Season3「沙良ちゃんの休日」（2022年5月6日、イオンエンターテイメント、山田孝之監督） - 主演[38][39]
- この子は邪悪（2022年9月1日、ハピネットファントム・スタジオ、片岡翔監督） - 窪花 役[40][41][42]
- 短編映画「恋と知った日」（2023年4月22日、ABEMA、井樫彩監督） - 吉乃渚 役[43]
- 愛されなくても別に（2025年7月4日、カルチュア・パブリッシャーズ、井樫彩監督） - 宮田陽彩 役[44]
- 万事快調〈オール・グリーンズ〉（2026年公開予定、カルチュア・パブリッシャーズ、児山隆監督） - 朴秀美 役※出口夏希とダブル主演[45]

### テレビドラマ
- ココア（2019年1月4日、フジテレビ） - 黒崎灯 役[注 2][12][46]
- 信州発地域ドラマ「ピンぼけの家族」（2020年3月4日、NHK BSプレミアム） - ヒロイン・宮下陽菜 役[47]
- これっきりサマー（2020年8月17日 - 8月21日、全5話、NHK総合〈関西地域限定〉） - 水守香 役[注 3][48][49]
- うつ病九段（2020年12月20日、NHK BSプレミアム） - 先崎春香 役[50][51][52]
- 六畳間のピアノマン（2021年2月6日 - 27日、NHK総合） - 有村美咲 役（最終話主演）[53][54]
- ドラゴン桜 第2シリーズ（2021年4月25日 - 6月27日、TBS） - 早瀬菜緒 役[14][15][55]
- ZIP! 朝ドラマ「サヨウナラのその前に Fantastic 31 Days」（2022年3月1日 - 31日、日本テレビ） - 観月未希 役[56][注 4]
- 大河ドラマ（NHK）
  - 鎌倉殿の13人 第20回 - 第24回（2022年5月22日 - 6月19日） - 大姫（源頼朝の娘） 役[16][57][58][59]
  - 光る君へ 第39回 - 最終回（2024年10月13日 - 12月15日） - 藤原賢子（紫式部の娘） 役[17][18]
- セイコグラム～転生したら戦時中の女学生だった件（2022年8月15日、NHK総合） - 田辺聖子 役[60]
- 女神の教室〜リーガル青春白書〜（2023年1月9日 - 3月20日、フジテレビ） - 照井雪乃 役[61][62]
- 君に届け（2023年10月12日 - 12月28日、テレビ東京[注 5]） - 黒沼爽子 役[64]
- OZU 〜小津安二郎が描いた物語〜 第5話「東京の女」（2023年12月10日、WOWOW） - 春江 役[65]

### 配信ドラマ
- 君に届け（2023年3月30日、Netflix[注 5]） - 黒沼爽子 役[66]
- 外道の歌（2024年12月6日 - 、DMM TV） - 開成奈々子 役[67]
- わかっていても the shapes of love（2024年12月9日 - 30日、ABEMA・Netflix） - 浜崎美羽 役[68]

### 音声ドラマ
- The Sandman サンドマン（2022年、Amazonオーディブル） - ヒロイン・デス 役[69]

### 吹き替え
- ダンジョンズ&ドラゴンズ/アウトローたちの誇り（2023年3月31日、ジョナサン・ゴールドスタイン監督 / ジョン・フランシス・デイリー監督） - ドリック 役（ソフィア・リリス）[70]

### ミュージックビデオ
- レベッカ「恋に堕ちたら」（2017年11月1日、監督・行定勲） - 女子高生 役[5]
- B'z「マジェスティック」（2019年5月24日）
- 西山小雨「未来へ」（2019年8月17日）[71]
- sumika「エンドロール」（2020年3月6日）[72]
- Vaundy「融解sink」（2021年2月24日）[73]
- 秦基博「Trick me」（2022年4月14日）[74]
- 優里「クリスマスイブ」（2022年12月1日）[75]
- hockrockb「プレゼント交換」（2025年7月2日） - 愛されなくても別に 主題歌

### ナレーション
- ETV特集「敏感くんたちの夏」（2020年9月5日、NHK Eテレ） [76]
- たっぷり関東NHK「食べる!鎌倉"文学"」 （2022年1月30日、NHK総合）
- スポーツ×ヒューマン「19歳 巣立ちのとき〜体操・芦川うらら〜」（2022年8月15日、NHK BS1・NHK総合）

### 音声ガイド
- 特別展「恐竜図鑑－失われた世界の想像／創造」（2023年、兵庫県立美術館→上野の森美術館）[24]

### CM
- 江崎グリコ ポッキー
  - 「何本分話そうかな・デビュー篇」（2018年9月4日 - ）[11][77]
  - 「何本分話そうかな バレンタイン」篇（2019年1月10日 - ）[78]
  - 「おでかけ」篇（2019年4月10日 - ）[79]
  - 「お泊り会」篇（2019年8月30日）[80]
  - 「新しい日常」篇（2020年9月15日 - ）[81]
- キリンビバレッジ 午後の紅茶
  - 「紅茶派宣言 ありのままの私」篇（2019年6月17日 - ）[82]
  - 「わたしらしいって、最強だ。夏」篇（2019年7月11日 - ）[83]
  - 「世界で、いちばん、あったかい。冬 親子の絆」篇（2019年12月2日 - ）[84]
- SoftBank
  - 「青春放題」篇（2019年12月6日 - ）[85]
- 日清食品 カップヌードル
  - 「8つの味」篇（2021年5月21日 - ）[86]
  - 「イカよけダンス」篇（2021年7月21日 - ）
- ポケモン ポケモンカードゲーム
  - 「それぞれの出会い」篇（2021年12月1日 - ）[87][88]
  - 「HOP STEP POKECA」篇 Mission1（2022年5月14日 - ）[89]
  - 「Hop Step Pokeca Mission2　好きなカードでデッキを作成せよ」篇（2022年7月14日 - ）[90]
  - 「Hop Step Pokeca Mission3 ポケカ仲間と強敵に勝つぞ!」（2022年9月26日 - ）[91]
  - 「CARD UNIVERSE」篇（2022年11月30日 - 、石原良純と共演）[92]
  - 「それか、ポケカ?」篇（2023年6月30日 - ）[93]
- エプソン販売「プリンターも変わる。環境負荷を減らす。」エコタンク方式篇、「買って、使って、捨てる時代は終わりです。」カラリオスマイルPlus篇（2022年12月3日 - ）[94]
- セイコーエプソン
  - 「Why Epson？ 多くのなぜ」篇（2022年12月30日 - ）[95]
  - 「Why Epson？自然環境への想い」篇（2024年8月5日 - ）[96]
- JR東日本 JR SKISKI（2022年12月 - ） - メインキャラクター[97]
- 大和ハウス工業 D-ROOM「僕の名前を呼んで」
  - 第1話 / 第2話（2023年5月29日 - ）[98]
  - 第3話 「小さな便利」 / 第4話 「ZEH 地球との約束」（2024年6月28日 - ）[99]
- 味の素 パルスイート「第三の手」篇（2023年8月 - ）[100]
- ワールドパーティー Wpc.「気まぐれな雨」篇（2024年4月1日 - ）[101]

### 雑誌
- nicola（2014年10月号 - 2019年、新潮社） - 専属モデル[1][2]

## 書籍

### 連載
- 南沙良の映画と小惑星ふたつぶんくらいの愛（『DVD&動画配信でーた』2019年1月号 - 2020年7月号）[102]
- 南沙良、ミニシアターを巡る 彗星のごとく現れる予期せぬトキメキに自由を奪われたいっ（『DVD&動画配信でーた』2020年8月号 - ）[103]
- 届かない手紙を書きたい（『yom yom』2019年12月号 - ）[104]

### カレンダー
- SARA MINAMI 2022 CALENDAR（2021年、撮影・新津保建秀）[105]
- 南沙良 2023年カレンダー（2022年、撮影・増田彩来）[106]

### フォトブック
- 南沙良 1st Photo Book『不安定な安息』（2025年3月18日発売予定、PARCO）[107]